# Mohamed Said al-Sahaf
Mohamed Said al-Sahaf (Hilla, Irak, 30 de julio de 1940) es un político y diplomático de Irak durante el gobierno de Sadam Huseín. Perteneciente al Partido Baaz, desempeñó importantes cargos de diplomático, así como los cargos de ministro de Exteriores entre 1992-2001 y de Ministro de Información desde 2001 a 2003. Se hizo mundialmente conocido por ser el portavoz oficial del gobierno durante la guerra de Irak, en 2003. Su preocupación por la censura, y sus discursos de propaganda excéntricos y surrealistas durante la guerra, causó que a nivel internacional se le apodase satíricamente como Alí el Cómico, o Baghdad Bob, en Estados Unidos.

## Diplomático
Al-Sahaf estudió periodismo en la Universidad de Bagdad, donde más tarde también se graduaría en un máster en Literatura Inglesa, con el objeto de convertirse en profesor de inglés. En 1963 ingresó en el Partido Baaz, y siguió trabajando como profesor hasta 1968, año en el que la Revolución Baazista se hace con el poder en Irak. Desde entonces comenzó a ostentar cargos de poder, como la dirección de la radio pública iraquí.
Durante las décadas posteriores, se convertirá en uno de los diplomáticos más relevantes de su país. Fue embajador en Suecia, Birmania e Italia, así como el portavoz de Irak ante la ONU. Su carrera de diplomático culminaría siendo nombrado ministro de Asuntos Exteriores en 1992, haciéndose uno de los hombres fuertes de Sadam Huseín. Durante la década de los 90 jugó un papel muy relevante en la escena internacional, tratando asuntos como la Crisis de 1994 con Kuwait, las sanciones internacionales contra Irak, o las negociaciones del plan Petróleo por Alimentos. En 2001 fue sustituido del cargo, según afirman fuentes, por presiones de Uday Husein, hijo de Sadam.

## Ministro de Propaganda
En el año 2001 es nombrado Ministro de Información. La labor por la que acaba siendo mundialmente conocido, viene a raíz de su labor de portavoz del régimen de Sadam durante la fase de invasión en la guerra de Irak, previa a la caída del gobierno. Como ministro, organizaba una férrea censura a los medios, así como un control a la propia prensa internacional que se alojaba en el Hotel Palestina de Bagdad. Al-Sahaf lanzaba discursos en la prensa y televisión, y acaparaba las cámaras de la TV internacional. Sus discursos de propaganda eran exagerados y excéntricos, haciendo declaraciones totalmente surrealistas y fuera de contexto, como asegurar en plena invasión que las tropas americanas estaban suicidándose "por cientos" a las puertas de Bagdad, o decir que no había un solo tanque americano en Bagdad, cuando ya se les veía apostados en la otra orilla del Tigris. Sus declaraciones le acabaron convirtiendo en un fenómeno de internet en el mundo occidental, donde se le apodó como Alí el Cómico (en contraposición del otro ministro Alí el Químico), o también Baghdad Bob, para la prensa americana. Fue comparado a otros mitos de la propaganda de guerra del pasado, como Hanoi Hannah en la guerra de Vietnam, o Seul City Sue, en la de Corea.
Algunas de sus frases más controvertidas:

- "Hoy he visitado todo Bagdad y no he encontrado invasores. Ustedes ven como los hemos expulsado a todos de esta ciudad. Están llorando fuera y esperando recibir balas. Serán asesinados en breve."
- "Los misiles de crucero no asustan a nadie, los estamos cazando como peces en un río."
- "Puedo decir, y soy responsable de lo que estoy diciendo que [las tropas americanas] han empezado a suicidarse en los muros de Bagdad. Los conminaremos a que se suiciden más rápidamente."
- "Los infieles están suicidándose por cientos a las puertas de Bagdad. Estén tranquilos, Bagdad está a salvo, protegido."

- "Hoy los hemos sacrificado en el aeropuerto. Están fuera del Aeropuerto Sadam. La fuerza que estaba en el aeropuerto, esa fuerza ha sido destruida. Hemos ido y los hemos aplastado, hemos despejado tooodo el lugar, han sido sacrificados."

## Retirada
La última aparición pública de Mohamed al-Sahaf fue el 8 de abril de 2003, el día antes de que las tropas estadounidenses ocupasen el centro de Bagdad, siendo su última declaración hacia los estadounidenses que "se van a rendir, o serán quemados en sus tanques".
Tras permanecer oculto durante un par de meses, al-Sahaf fue detenido sin oponer resistencia, en junio por las fuerzas de la coalición. Tras ser interrogado, fue puesto en libertad sin cargos, al no formar parte de la lista de los más buscados de la Baraja del gobierno de Husein. Posteriormente se fue a vivir a los Emiratos, donde concedió entrevistas a la cadena Al-Arabiya, donde aseguró ser tan solo "un profesional que hacía su trabajo".